# Latvijas kauss 1994
La Latvijas kauss 1994 fu la 53ª edizione del torneo. Fu vinta dall'Olimpija Rīga per la prima volta nella sua storia.

## Formula
Si tornò subito a giocare il torneo lungo l'arco di un anno solare.
Il torneo prevedeva sette turni a eliminazione diretta, tutti con gare di sola andata; le squadre del più alto livello della piramide calcistica lettone entravano in gioco nei turni successivi.

### Struttura del torneo
| Turno            | Squadre che entrano in gioco                                                         | Squadre qualificate                     |
| ---------------- | ------------------------------------------------------------------------------------ | --------------------------------------- |
| Primo            | ?                                                                                    | -                                       |
| Secondo          | ?                                                                                    | Una qualificata dal turno precedente    |
| Terzo turno      | Otto squadre della Virslīga 1994 (tutte tranne le prime quattro della Virslīga 1993) | Sedici qualificate del turno precedente |
| Ottavi di finale | Quattro squadre della Virslīga 1994 (le prime quattro della Virslīga 1993)           | Dodici qualificate del turno precedente |
| Fase finale      | -                                                                                    | Otto qualificate del turno precedente   |

## Partite

### Primo turno
| Squadra 1 | Risultato | Squadra 2 |
| --------- | --------- | --------- |
| Venta     | 2 - 1     | Aluksne   |

### Secondo turno
| Squadra 1            | Risultato | Squadra 2          |
| -------------------- | --------- | ------------------ |
| Monta Ogre           | [ 1 ]     | Līvāni             |
| Bauska               | 3 - 5     | DJuSŠ Jelgava      |
| Policijas            | 1 - 2     | Zanders Pulks      |
| Abuls Smiltene       | 5 - 2     | Valka              |
| Tukums 2000          | 5 - 1     | Ludza              |
| Juras Akademija Riga | 2 - 1     | Bravo Riga         |
| Lokomotiv Daugavpils | 1 - 0     | Rīga-LSPA Rīga     |
| Vol'f-Lat Riga       | 0 - 2     | Latgale Daugavpils |
| RFŠ-M Riga           | 0 - 2     | Nafta Ventspils    |
| Cerība Preiļi        | 0 - 3     | Valmiera           |
| ROMS Riga            | 2 - 0     | Auda Riga          |
| Rīga                 | [ 1 ]     | Nameys Jekabpils   |
| Lido Riga            | [ 1 ]     | Kvadrats           |
| Gulbene              | 1 - 3     | Venta              |
| Starts               | 5 - 0     | Lodi Cēsis         |
| Ajzkraukle           | 7 - 0     | Cēsis              |

### Terzo turno
| Squadra 1            | Risultato | Squadra 2            |
| -------------------- | --------- | -------------------- |
| Līvāni               | 1 - 2     | Ķīmiķis              |
| DJuSŠ Jelgava        | 2 - 0     | Liepāja              |
| Zanders Pulks Riga   | 2 - 1     | Abuls Smiltene       |
| Tukums 2000          | 0 - 3     | Interskonto          |
| Latgale Daugavpils   | 2 - 1     | Lokomotiv Daugavpils |
| Juras Akademija Riga | 0 - 1     | Vairogs Rēzekne      |
| Nafta Ventspils      | 1 - 3     | Gemma                |
| Valmiera             | 0 - 3     | Vidus Riga           |
| ROMS Riga            | 1 - 2     | Rīga                 |
| Kvadrats             | 0 - 1     | Auseklis             |
| Venta                | 0 - 5     | DAG Riga             |
| Starts               | 5 - 2     | Ajzkraukle           |

### Ottavi di finale
| Squadra 1          | Risultato       | Squadra 2       |
| ------------------ | --------------- | --------------- |
| Ķīmiķis            | 3 - 1           | DJuSŠ Jelgava   |
| Zanders Pulks Riga | 1 - 3           | Olimpija Rīga   |
| Interskonto        | 0 - 4           | Vairogs Rēzekne |
| Latgale Daugavpils | 2 - 1           | RAF Jelgava     |
| Vidus Riga         | 1 - 1 (4-3 dtr) | Gemma           |
| Rīga               | 0 - 1           | Skonto          |
| Auseklis           | 0 - 1           | DAG Riga        |
| Starts             | 0 - 2           | Pārdaugava      |

### Quarti di finale
| Squadra 1       | Risultato       | Squadra 2          |
| --------------- | --------------- | ------------------ |
| Ķīmiķis         | 0 - 1           | Olimpija Rīga      |
| Vairogs Rēzekne | 1 - 0           | Latgale Daugavpils |
| Vidus Riga      | 0 - 0 (3-2 dtr) | Skonto             |
| DAG Riga        | 1 - 1 (4-2 dtr) | Pārdaugava         |

### Semifinali
| Squadra 1     | Risultato | Squadra 2       |
| ------------- | --------- | --------------- |
| Olimpija Rīga | 1 - 0     | Vairogs Rēzekne |
| Vidus Riga    | 0 - 1     | DAG Riga        |

### Finale
| Arbitro: | Romāns Lajuks (Riga) |

|                              |           |  |
| Aleksejenko 64’ Štolcers 78’ | Marcatori |  |